# Agrotis morrisoniana
Agrotis morrisoniana là một loài bướm đêm trong họ Noctuidae.